# Stiftungsregister
Das Stiftungsregister in Deutschland wird ein öffentliches Register sein, das die Strukturen rechtsfähiger Stiftungen dokumentiert. Es soll zum 1. Januar 2026 eingeführt werden und die Stiftungsverzeichnisse der Länder ablösen. Betrieben wird es vom Bundesamt für Justiz als frei zugängliches Online-Portal.

## Rechtsgrundlagen
Grundlage des Stiftungsregisters sind § 82b Absatz 1 BGB und das Stiftungsregistergesetz (StiftRG), das als Teil des Gesetzes zur Vereinheitlichung des Stiftungsrechts und zur Änderung des Infektionsschutzgesetzes am 16. Juli 2021 vom Deutschen Bundestag beschlossen wurde. Die Einführung des Registers ist ein zentraler Baustein einer umfassenden Reform, die das bisher in 16 Landesgesetzen zersplitterte Stiftungsrecht erstmals bundesweit vereinheitlicht und im Bürgerlichen Gesetzbuch zusammenführt. Wesentliche Teile der Reform traten bereits zum 1. Juli 2023 in Kraft.
Das Stiftungsregister entfaltet wie etwa das Handelsregister eine Publizitätswirkung, was die Rechtssicherheit im Geschäftsverkehr erhöhen soll. Dritte dürfen auf die Richtigkeit der im Register eingetragenen Tatsachen, insbesondere zur Identität und Vertretungsbefugnis der Vorstandsmitglieder, vertrauen.
Die Eintragung in das Register ist für rechtsfähige Stiftungen bürgerlichen Rechts verpflichtend. Ihrem Namen wird nach der Eintragung der Zusatz „eingetragene Stiftung“ oder „e. S.“ angefügt.

## Inhalt
Es besteht für den Vorstand der Stiftung eine fortlaufende Pflicht, alle registerrelevanten Änderungen zeitnah zu melden. Er muss die grundlegenden Daten der Stiftung wie den Namen, den Sitz, das Datum der Anerkennung sowie die Mitglieder des Vorstands anzugeben. Bei Verbrauchsstiftungen muss auch die Zeit, für die die Stiftung errichtet wurde, hinterlegt werden.
Das Stiftungsregister ist grundsätzlich öffentlich einsehbar. Der Zugang zu bestimmten eingereichten Dokumenten kann allerdings aus Gründen des berechtigten Interesses der Stiftung eingeschränkt werden.